# Hjørring Søndre Provsti
| Hjørring Søndre Provsti                                        | Hjørring Søndre Provsti         |
| -------------------------------------------------------------- | ------------------------------- |
| Staat                                                          | Dänemark                        |
| Region                                                         | Nordjylland                     |
| Kommune                                                        | Hjørring                        |
| Bistum (Stift)                                                 | Aalborg                         |
| Gemeinden (Pastorater)                                         | 9                               |
| Kirchspielgemeinden (Sogne)                                    | 22                              |
| Propst (Provst)                                                | Winnie Nørholm Rischel          |
| Bevölkerung                                                    | 41.632 (2021)                   |
| Mitglieder der Folkekirken                                     | 35.200 (2021)                   |
| Anteil an der Gesamtbevölkerung:                               | ca. 84,6 %                      |
| Website                                                        | https://www.hjorringprovsti.dk/ |
|                                                                |                                 |
| Lage der Hjørring Søndre Provsti (rot) im Aalborg Stift (weiß) |                                 |

Die Hjørring Søndre Provsti ist eine Propstei der ev. luth. Volkskirche Dänemarks (Folkekirken) im Norden des Bistums Aalborg (Aalborg Stift) in Norddänemark. Sie umfasst den Südteil der Hjørring Kommune. Aufgeteilt ist die Propstei in 22 Kirchspiele und 9 Gemeinden mit insgesamt 23 Kirchen, Propst ist Winnie Nørholm Rischel.

## Kirchspielgemeinden (Sogne)
Folgende 22 Kirchspielgemeinden bilden zusammen die Hjørring Søndre Provsti:
- Bistrup Sogn
- Børglum Sogn
- Em Sogn
- Harritslev Sogn
- Hæstrup Sogn
- Jelstrup Sogn
- Lyngby Sogn
- Løkken-Furreby Sogn
- Mårup Sogn
- Rakkeby Sogn
- Rubjerg Sogn
- Sankt Catharinæ Sogn
- Sankt Hans Sogn
- Sankt Olai Sogn
- Sejlstrup Sogn
- Skallerup Sogn
- Tårs Sogn
- Vejby Sogn
- Vennebjerg Sogn
- Vrå Sogn
- Vrejlev Sogn
- Vrensted Sogn

## Gemeinden (Pastorater)
Die 22 Kirchspiele sind in folgende 9 Gemeinden aufgeteilt:
- Bistrup Pastorat
- Løkken storpastorat
- Sankt Catharinæ Pastorat
- Sankt Hans-Sankt Olai Pastorat
- Skallerup-Vennebjerg-Mårup Pastorat
- Tårs Pastorat
- Vejby-Sejlstrup-Jelstrup-Harritslev-Rakkeby Pastorat
- Vrejlev-Hæstrup Pastorat
- Vrå-Em Pastorat